# 金座

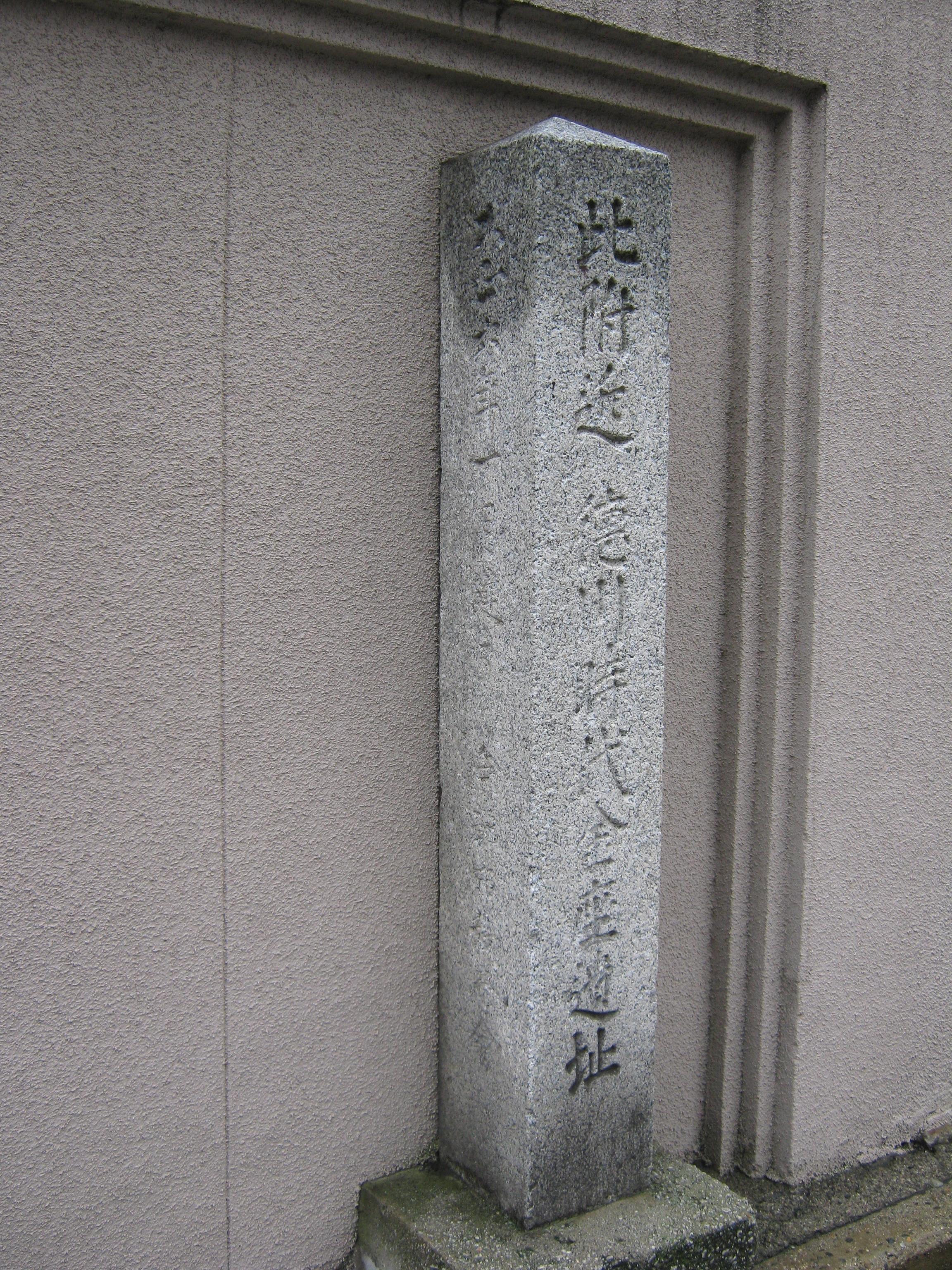
金座址、京都市中京区

金座（きんざ）とは、江戸幕府において金貨鋳造あるいは鑑定・検印を行った場所あるいは組織。

## 概要
文禄4年（1595年）、徳川家康が京都の金匠後藤庄三郎光次に命じ江戸で小判を鋳造させた時に始まる。江戸幕府成立後は留守居、ついで勘定奉行の支配下に置かれて、江戸本石町に役宅が設置された。
金座成立以後、後藤家は御金改役（ごきんあらためやく）として本石町の役宅において金貨の鑑定と検印のみを行い、実際の鋳造は小判師（こばんし）などと呼ばれる職人達が行っていた。小判師達は小判座（こばんざ）と総称され、後藤宗家が居住していた本石町の金座役宅の周辺に施設を構えてその支配下に置かれていた。このため、御金改役を世襲した後藤宗家を小判座（小判師職人）の元締という意味を込めて特に大判座（おおばんざ）とも呼んだ。だが、管理の厳格化と小判師の分散化を防止するために元禄11年（1698年）に邸外の鋳造施設を廃止して金座役宅（後藤宗家邸）の敷地内に鋳造施設を設置して、以後江戸での金貨鋳造はここでのみ行うことになった。更に明和2年（1765年）以後には小額の銅銭鋳造の業務を銀座と分担して行うようになった。それまで主に民間の商人による請負事業であった銭座が金座の統制下に置かれる事となった。特に天保6年（1835年）に御金改役の後藤三右衛門光亨の建策により発行された天保通寳は金座主導により鋳造された。この天保通寳の裏側には金座の後藤庄三郎光次の花押が鋳出されている。
なお、後藤家は宗家が文化7年（1810年）に役目に不正があったとして取り潰され、後任の御金改役を命じられた分家も弘化2年（1845年）に幕府批判をしたとして取り潰された。そこで江戸に帰還を許されていた旧宗家の末裔が再興を許されて御金改役に復帰して幕末まで金座を管理していた。
当初は江戸以外にも駿府・京都・佐渡（後には甲府）にも置かれたが、後に江戸に一本化された。ただし、寛政3年（1791年）に鋳造を停止された京都・姉小路車屋町にあった金座はその後も廃止されず、禁裏御用の金細工及び上方における金職人統制などを後藤家の支配に従って幕末まで行っている。また、佐渡と甲府の金座も文政年間までは鋳造が行われていた。
公式には慶応4年4月17日（1868年5月9日）に官軍によって江戸の金座・銀座が占領された時に廃止された。ただし、実際には接収された金座は新政府貨幣司の統制下となり明治政府の軍費支払に充てるために翌年2月まで新政府が用いる金貨を鋳造していたが、改税約書違反の悪質な金貨を鋳造していた事実が明らかとなったために諸外国からの抗議を受け、明治政府が太政官札への全面切り替えと新しい造幣施設建設を決めたために廃止された。
東京都中央区日本橋浜町には昭和初期に「金座通り」という道路が整備された。また、静岡市には、現在も小判が鋳造された場所が金座町という町名として残っている。同様に、銭座町という町名も存在する。

## 小判の鋳造法

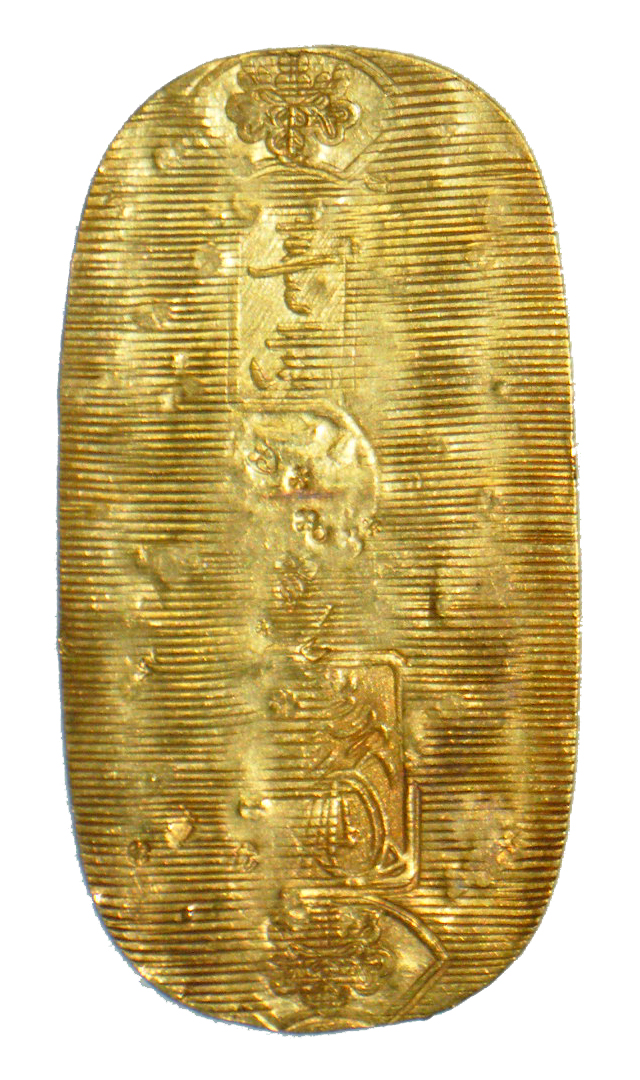
慶長小判

最初に後藤手代が立会い監視の下、地金の精錬が行われた。金山より買い入れた山出金、古金貨、輸入印子金などを鎔解し、食塩および硫黄を加えて含まれる銀と反応させ精錬して一定の品位の焼金とした。試金石を用いて手本金と比較して品位が改められた。次に焼金および花降銀（純銀）を規定品位になるよう秤量し取り組み、坩堝で鎔融して竿金とした。
金座人がこの地金を受け取り、一定の目方に切断され小判型に打ち延ばされた。表面に鏨目が打たれ、計量検査が行われた後、棟梁および座人の験極印が打たれ、後藤手代に渡された。さらに検査が行われ、扇枠の桐極印、額面などの極印が打たれ、金座人に戻された。
仕上げは、小判に食塩、焔硝、丹礬、緑礬、薫陸などの薬剤を塗り火で焙って色揚げが行われ金色が整えられた。最終検査に合格した小判は百両単位で包封金とし勘定所に上納された。